# Янівка Східна (Замостський повіт)
Янівка Східна (пол. Janówka Wschodnia) — село в Польщі, у гміні Комарув-Осада Замойського повіту Люблінського воєводства. Населення — 190 осіб (2011).

## Історія
За даними етнографічної експедиції 1869—1870 років під керівництвом Павла Чубинського, у селі Янівка переважно проживали греко-католики, але населення здебільшого розмовляло польською мовою.
У 1975-1998 роках село належало до Замойського воєводства.

## Демографія
Демографічна структура станом на 31 березня 2011 року:
|          | Загалом | Допрацездатний вік | Працездатний вік | Постпрацездатний вік |
| -------- | ------- | ------------------ | ---------------- | -------------------- |
| Чоловіки | 88      | 11                 | 58               | 19                   |
| Жінки    | 102     | 17                 | 48               | 37                   |
| Разом    | 190     | 28                 | 106              | 56                   |